# Kawaguchi
Kawaguchi (川口市?, Kawaguchi-shi) è una città giapponese della prefettura di Saitama.